# Pseudochironomus banski
Pseudochironomus banski är en tvåvingeart som beskrevs av Henry Keith Townes, Jr. 1945. Pseudochironomus banski ingår i släktet Pseudochironomus och familjen fjädermyggor. Inga underarter finns listade i Catalogue of Life.